# Яковци
Яковци е село в Северна България. То се намира в община Елена, област Велико Търново.

## География
Село Яковци се намира на около 5 километра в западна посока от град Елена. Разположено е в хълмиста местност около малък поток. Западно от селото се намира язовир „Йовковци“, построен на река Веселина.

## История
Произхода на името му се свързва с първия заселник на име Яко. Има предложение и за иконописеца Яков.

## Обществени институции
Според едни данни училището в селото е открито в 1868 г., а според други в 1871 г. Построена била и училищна сграда. В 1921 г. е открита прогимназия. На 15 февруари 1940 г. е открито новопостроеното училище.
Църквата „Св. Троица“ е построена през 1879 година.
Читалище „Съзнание“ е основано на 19 декември 1928 г.
С Указ 2294 (обн. в ДВ от 26.12.1978 г.) към селото са присъединени три махали – Писараци, Витевци (Витювци) и Билково (до 1951 г. Горно Болерци). Днес Витевци е залята от водите на яз. Йовковци, Писараци е заличена, а в Билково вероятно никой не живее.
Яковци има голямо землище, в което се намират няколко други села – Вързилковци, Бръчковци, Махалници, Донковци, Вълчовци, Стойчевци, Балуци, Мартинковци. Всички бивши колиби (тип селище) без собствено землище.